# Annelunds IF
Annelunds IF är en fotbollsförening i Annelund i Västergötland. Föreningen bildades 1924 och representationslaget spelar i division V. Deras ultras brukar kallas ”Grönvita Turkar”. Kända spelare som fostrats i klubben är Samuel Holmén, Jonny Hägerå och Sebastian Holmén.